# Jacques Groothaert
Jacques baron Groothaert (Heist, 25 november 1922 - Ukkel, 23 mei 2009) was een Belgisch diplomaat. In die functie was hij onder meer de eerste Belgische ambassadeur in het communistische China.

## Biografie
Jacques Groothaert was in 1945 aan de Rijksuniversiteit Gent afgestudeerd als licentiaat in de Germaanse filologie. Van dan af ging hij werken op het Ministerie van Buitenlandse Zaken. Als diplomaat was hij achtereenvolgens op post in Praag, Moskou, Mexico, Parijs, Kinshasa, San Francisco en Londen. Daarna was hij achtereenvolgens ambassadeur in Mexico (1967-1972), China (1972-1975) en Vietnam. Hij was ook een tijd directeur-generaal op het ministerie zelf.
Na zijn carrière als diplomaat was Groothaert actief in de privésector. Hij was tien jaar lang voorzitter van de Generale Bank, alsook voorzitter van SABCA en bestuurder van Tractebel, de Francqui-Stichting en Fabrimetal. Hij was tevens lid van de Coudenberggroep, een federalistische denktank. In 1989 was hij commissaris-generaal van Europalia.

## Publicaties
- L'Europe aux miroirs, Editions Labor, 1996.
- Le Passage du Témoin, Editions Duculot RTBF, 1991

- International Standard Name Identifier: 0000 0000 2627 5126
- Library of Congress Control Number: n84189131
- Système universitaire de documentation: 058413413
- Virtual International Authority File: 16180171
- WorldCat: E39PBJckRTdXvP7GymBRTWKDbd